# 라기오, 성은진의 노래하나 얘기둘
라기오의 노래하나 얘기둘은 대한민국 부산광역시, 경상남도 대표 방송국인 KNN 파워FM(부산 99.9MHz 기장,정관 96.3MHz 창원 102.5MHz 진주 105.5MHz, 거창 106.7MHz)과 KNN 러브FM(부산 FM 105.7MHz, 양산 FM 88.5MHz, 기장/정관 FM 89.3MHz, 서부산/창원/김해/거제 FM 90.9MHz, 진주 FM 98.7MHz)에서 오후 4시부터 저녁 6시까지 라기오 진행으로 방송되는 라디오 방송이다. 문자참여는 #2302, #1057이다.

## 방송되는 코너

### 매일 코너
- 문자 참여
- 사연 소개
- 찌니의 팝스팝스
- 오늘은 뭐할낀데
- 축하 사연
- 익명의 편지

### 요일 코너
- 월요일 : 염종석의 월요일도 야구한다!(정규시즌),  실존 인물 리얼 대역쇼, 대본을 빌려드립니다~!(비시즌), 먼데이 노래방 시즌 2 이어부르기
- 화요일 : 사투리 나들이, 백 투 더 노둘
- 수요일 : 아재개그 격파쇼, 오.문.현.답
- 목요일 : 리얼 릴레이 퀴즈쇼, 전주를 듣고 마차라!
- 금요일 : 한 곡만 판다!, 라디오는 추억을 싣고
- 토요일 : 베스트 익명 + 노둘 핫차트 + 신청곡
- 일요일 : 떨어진 익명 + 신청곡

## 특이사항
- 프로야구 시즌(4월~11월)일 때는 평일은 오후 5시 50분까지, 주말은 토요일 파워FM 한정 오후 5시까지 방송된다. (단 6월부터 8월까지는 파워FM 한정으로 일요일도 오후 5시까지, 7~8월 토요일은 평일때와 똑같이 5시 50분까지)

| KNN 파워FM          |                          |                          |
| 이전                | 라기오의 노래하나 얘기둘 | 다음                     |
| 두시탈출 컨설팅     | 라기오의 노래하나 얘기둘 | KNN 웰빙라이프           |
| 오후 2시 ~ 오후 4시 | 오후 4시 ~ 오후 5시 50분 | 오후 5시 50분 ~ 오후 6시 |
|                     |                          |                          |

| KNN 러브FM               |                          |                          |
| 이전                     | 라기오의 노래하나 얘기둘 | 다음                     |
| 딱좋은 라디오            | 라기오의 노래하나 얘기둘 | KNN 웰빙라이프           |
| 오후 2시 20분 ~ 오후 4시 | 오후 4시 ~ 오후 5시 50분 | 오후 5시 50분 ~ 저녁 6시 |
|                          |                          |                          |